# Міхаель (гора)
Гора Міхаель (ісп. Monte Miguel) — активна вулканічна гора висотою 843 м над островом Сондерс у складі Південних Сандвічевих островів, британської заморської території в південній частині Атлантичного океану. Острів був відкритий британською експедицією під керівництвом Кука в 1775 році, але, імовірно, вперше гора була нанесена на карту в 1820 році російською експедицією під керівництвом Беллінсгаузена.
У 2019 році було виявлено, що на горі Майкл є стійке лавове озеро, рідкісне явище, яке, як відомо, трапляється лише на восьми вулканах у світі.